# Kiss János (tanár)
Kiss János (Szentkirályszabadja, 1821. április 14. – Pápa, 1906. augusztus 17.) református lelkész, teológus, egyháztörténész, egyházjogász, egyetemi tanár.

## Élete
Szerény vagyonú földműves szülők gyermeke. 1834-ben lépett a pápai református főiskola növendékei közé mint első éves szintaxista és itt folytatta tanulását 1845-ig, amikor a teológiát bevégezte. Ezután két évig az alsóbb osztályok köztanítójaként dolgozott, majd 1846 őszén akadémiai rektorságra ment Ószőnybe (Komárom megye), ahol négy évet töltött. 1850-ben Pázmándy Dénes házánál vállalt nevelőséget Kömlődön, 1854-ben a berlini egyetemre ment, ahol az 1854-1855. iskolai évet töltve, teológiai tanulmányokkal foglalkozott. 1856-ban a dunántúli evangélikus református kerület az egyháztörténelem és erkölcstan tanárául választotta a pápai főiskolához a dogmatikai tanszékre; 1858-tól a hittant, egyházjogot és hittörténetet adta elő. 1899-ben vonult nyugalomba.
Cikkeket írt az Evangyeliomi Protestáns Lapba 1874-től, a protestáns Egyházi és Iskolai Lapba (1883-1884 sat.) és a Debreczeni Protestáns Lapba (1885.)
Álnevei: Tihanyi és Arátor az Evangyeliomi Protestáns Lapban 1876-77 körül.

## Művei
- Keresztyén hittan, tekintettel a helv. hitv. egyház vallásos életére. Iskolai használatra. Pápa, 1862-65. Két kötet. (Ism. Prot. Egyh. és Isk. Lap 1866. 1., 2., 4. sz.)
- Kalvin élete. Uo. 1864.
- Keresztyén hittan vizsgára készülő helv. hitv. lelkészjelölteknek. Uo. 1874.
- Pantheismus és Theismus. Uo. 1876. (Különnyomat a pápai ref. főiskola Értesítőjéből. Ism. Prot. Egyh. és Isk. Lap.)